# گفرسدورف
گفرسدورف (به آلمانی: Geversdorf) یک منطقهٔ مسکونی در آلمان است که در ام دابراک واقع شده‌است.
 گفرسدورف  ۷۲۶ نفر جمعیت دارد.